# Ambasada Angoli w Polsce
Ambasada Angoli w Polsce, Ambasada Republiki Angoli (port. Embaixada de Angola na Polónia) – placówka dyplomatyczna mieszcząca się w Warszawie przy ul. Urodzajnej 12.
Ambasador Angoli w Warszawie akredytowany jest także w Republice Estońskiej, Republice Litewskiej, Republice Łotewskiej.

## Siedziba

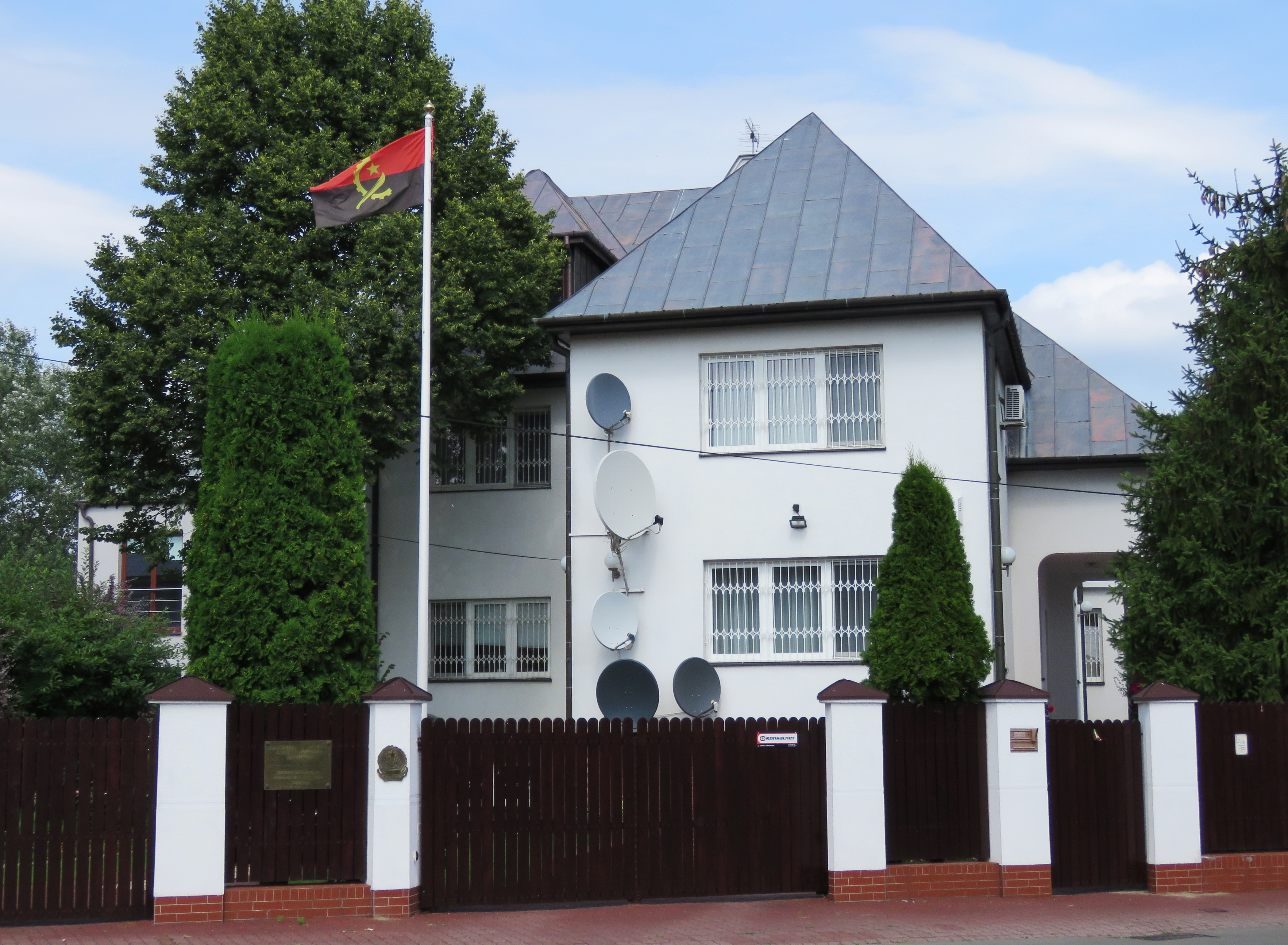
Rezydencja Ambasadora Angoli przy ul. Biedronki

Stosunki dyplomatyczne nawiązano w 1975. W tym samym roku władze Angoli otworzyły ambasadę w Warszawie, ulokowano ją przy ul. Marszałkowskiej 27 (1993), a w 1994 ją zamknięto. Trzy lata później, w 1997, działalność ambasady w Warszawie wznowiono. W 2001 mieściła się przy ul. Altowej 2, w latach 2001–2006 przy ul. Balonowej 20, w latach 2012–2017 przy ul. Goszczyńskiego 12, następnie przy ul. Urodzajnej 12 (2017−).

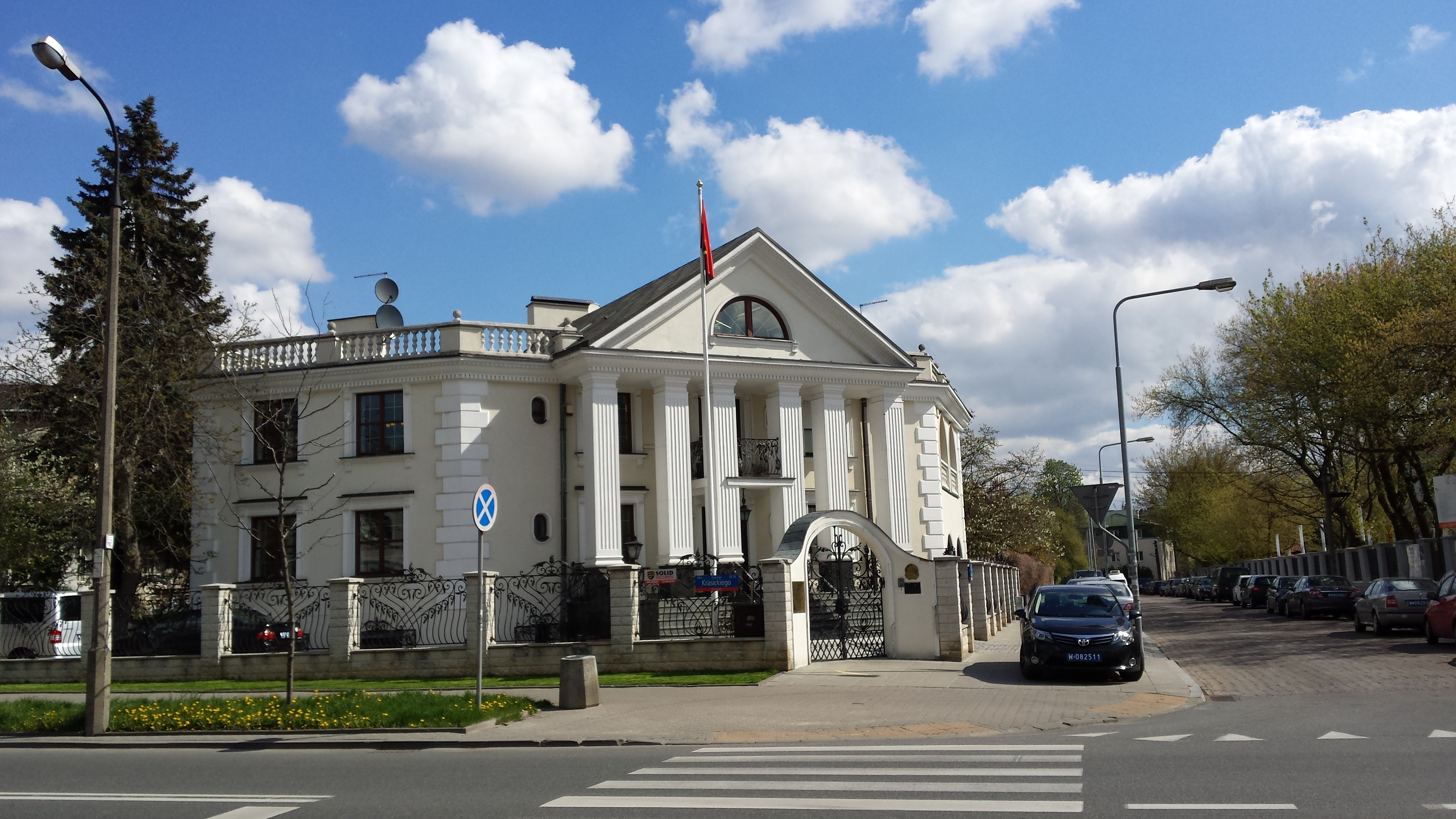
Siedziba ambasady Angoli w l. 2012–2017 przy ul. Goszczyńskiego 12